# Mejiná
Mejiná, traducido literalmente como “Preparación” (hebreo) es un término que define un estado de aproximación a un tema, a una actividad de importancia. En este sentido puede traducirse como “entrenamiento intensivo”.
Nombre con que se designa al Programa de Preparación para personas no judías que desean aproximarse al judaísmo. Surgió en España (1995-1996), diseñado por el profesor Mijael Vera, como parte de una necesidad imperiosa de contar con un curso intensivo, profundo y eficaz para instruir a una gran cantidad de personas que deseaban convertirse al judaísmo.
El Programa tiene la peculiaridad de no ser proselitista ni de instrucción ideológica o dogmática. Su definición apunta, al contrario, a derrumbar mitos, creencias previas, prejuicios, o preconceptos en los alumnos, orientándoles a la formación de un espíritu crítico, librepensador y progresista en el ámbito del judaísmo.
En este marco, la Mejiná es un programa que busca desencantar a los postulantes no judíos, derrumbando sus preconceptos y mostrando que el Judaísmo no es una religión ni una concepción filosófica basada en paradigmas ideológicos, sino que es una civilización multicultural y librepensadora en la búsqueda de la emancipación personal y colectiva.
También el Programa ha sido aplicado en la formación de líderes. Bajo el nombre de “Kiruv” (retorno) ha sido ejecutado en comunidades ortodoxas para la capacitación de personas judías en su retorno a las tradiciones.
El Programa “Mejiná” ha sido aplicado por Mijael Vera con éxito en España, Portugal, México, EE. UU., y Chile.